# Свети Никола (Мелник)
Вижте пояснителната страница за други значения на Свети Никола.
„Свети Никола“ е частично запазена средновековна византийска църква в град Мелник, днес в Неврокопската епархия на Българската православна църква. Датирана е към края на XII век и е изградена върху тракийско светилище и базилика от V век. През средните векове църквата служи като катедрален храм на Мелнишката митрополия. До 1913 г., когато църквата е разрушена от стихийния пожар, опустошил Мелник след изселването на гръцкото му население, интериорът на църквата е бил покрит с фрески и рядко изобразявани сцени, както и с поредица ктиторски надписи от XIII и XIV век. След разрушаването на църквата, някои запазени стенописи са свалени от стените и са пренесени в Археологическия музей в София.

## История
Църквата лежи на хълма Свети Никола, южно от град Мелник. Заема място, което е използвано за светилище в древността. На това място в миналото се намира тракийско светилище, посветено на богинята Бендида. За това свидетелстват използваните в градежа на храма надгробни стели и други антични архитектурни елементи. След това там е изградена базилика в V век, разрушена в VI век –  голяма част от архитектурната декорация на храма – капители, колони, олтарни плочи са от IV – VII век.
„Свети Никола“ се датира обикновено към IX – X или края на XII век, когато Мелник се намира в пределите на Византийската империя и след това – на Втората българска държава. Първоначално е енорийски храм а Мелнишката крепост. През втората половина на XII или първата половина на XIII век църквата е превърната в седалище на мелнишкия епископ; по тази причина около нея са издигнати ограда и допълнителни постройки. През 1356 година храмът е обновен от митрополит Кирил I Мелнишки.
„Свети Никола“ служи за катедрален храм до построяването на „Свети Николай“ през XVIII век. Средновековната църква се използва до Балканската война в 1912 година като манастирска. След Балканските войни Мелник е изоставен от голяма част от населението си и е опожарен. Църквата е разрушена в голяма степен, като е запазена единствено източната част на сградата с олтарните апсиди.

## Архитектура
„Свети Никола“ е трикорабна базилика, изградена от редуващи се слоеве на камък и тухли. Има три входа от запад и три апсиди в най-източната част. Апсидите са полукръгли. Страничните са по-малки от тази в средата, която се откроява със сложен триделен прозорец и допълнителна украса. В централната апсида има голям синтрон на четири стъпала, върху който по-късно, при превръщането на храма в катедрала, е издигнат престол на пет стъпала. В централната апсида, пред диаконикона и пред протезиса е имало олтари от мраморни плочи върху мраморни стълбови. Предапсидното пространство е отделено от протезиса и диаконикона с две масивни стени, свързани с висока арка. Предапсидното пространство е покрито с тухлен полуцилиндричен свод. Корабите са разделени от по две мраморни колони, свързани с арки.
Първичният градеж е от неправилни редове ломени камъни и тухли. Зидарията от XIII – XIV век е клетъчна. Покривът е бил двускатен, дървен, само предапсидното пространство е било засводено и първоначалната църква вероятно е била кръстокуполна.
Притворът е добавен през втория период на строителство в XIII век и е свързан с три входа с наоса. От север и юг на наоса има закрити галерии, свързани с притвора чрез входове. Южната галерия има и самостоятелен вход на източната си стена и е свързана директно с наоса чрез вход с три каменни стъпала. На западния ѝ край в миналото е имало камбанария. В северната галерия има полувкопано водохранилище с две камери.
Според Богдан Филов, посетил Мелник през лятото на 1915 година, църквата с олтара и без притвора е дълга 16,30 m и широка 13,30 m. Тя е разделена с два реда колони по три в ред. Стара постройка изглежда само олтарът. Дървените тавани и иконостасът са нови, а стените – измазани. Притворът и олтарът са покрити с фрескова живопис. На иконостаса са запазени две стари икони от XVII век.
Църквата има прилежаща камбанария, която е построена отделно и се намира северозападно от църквата. Двете бронзови камбани от църквата от се смятат за едни от най-старите в Европа и са открити от археолози в началото на XXI век.
Западно от притвора на храма, в пряка връзка с него и галерията е имало правоъгълна сграда, която е била епископски дом, а по-късно монашеска килия. На изток са руините на друга сграда – вероятно трапезария. Руини от други постройки има на север, запад и изток от църквата. Всички те са били оградени с каменен зид от изток.

## Живопис
Стенописите са документирани в началото на 30-те години на XX век. Установени са два слоя в южния кораб, фотографирани са и в 1935 година са частично свалени. Днес се намират в Националния археологически музей.
Фреските в църквата са изрисувани в XII – началото на XIII век. По-късните са от XIII – XIV век. Оцелелите стенописи включват редки изображения на ръкополагането на апостол Яков за епископ на Йерусалим от Отците на Църквата – необичайна апсидна композиция, и Видение на Петър Александрийски. В двете композиции има антибогомилски подтекст. В апсидата е Света Богородица Ширшая небес, а под нея Агнецът, заобиколен от дякони. В диаконикона е Дейсис. Животът на патрона на църквата Николай Чудотворец също е изобразен на стените на църквата. „Свети Никола“ също така има фрески, изобразяващи портети на Антип Пергамски, Антим Никомедийски, Григорий Нисийски и Прокопий Кесарийски. Художниците са трима – третият само в диаконикона.
Надпис на гръцки от XIII век е открит във вътрешността на църквата. В превод гласи „Молитва на Божия роб севаст Владимир, брат на севаст на франките“ или „...севаст Франк“, като вторият вариант се смята за по-вероятен. Надписът се свързва с управлението на Мелник от Алексий Слав.

## Изследвания
- Мавродинова, Лиляна. Църквата „Свети Никола“ при Мелник. София, 1975
- Popović, Mihajlo. Neue Überlegungen zu der alten Metropolitankirche Sveti Nikola in Melnik als Ergänzung zur Forschung des Vladimir Petković. – In: Jünge Römer – neue Griechen: Eine byzantinische Melange aus Wien (Hrsg. M. Popović, J. Preiser-Kapeller). Wien, 2008, 179 – 185
- Гергова, Иванка и др. Християнско изкуство в Националния археологически музей. София, 2012, стр. 14 – 15, 35 – 37, 44 – 47, 511.
- Суботић, Гојко и др. Натписи историјске садржине у зидном сликарству. Том први: XII–XIII век. Београд, 2015, стр. 67 – 69
- Лихенко, Анастасия Вячеславовна. Стилистические особенности фресок церкви святителя Николая в Мелнике. История изучения и художественный контекст // Актуальные проблемы теории и истории искусства: сб. науч. статей. Вып. 14 / Под ред. А. В. Захаровой, С. В. Мальцевой, Е. Ю. Станюкович-Денисовой. Санкт-Петербург, 2024б стр. 665–675. ISSN 2312-2129.